# Anne Marie Rafferty
Anne Marie Rafferty, baronne Rafferty (née le 7 mai 1958) est une infirmière, universitaire et chercheuse britannique. Elle est professeure de politique infirmière et ancienne doyenne de la Faculté Florence Nightingale des sciences infirmières, des sages-femmes et des soins palliatifs au King's College de Londres. Elle est présidente du Royal College of Nursing de 2019 à 2021.

## Jeunesse et éducation
Rafferty est née et grandit à Kirkcaldy, Fife, en Écosse. Son père est mineur de charbon et sa mère infirmière. Rafferty dit que c'est en entendant les histoires de sa mère sur les soins prodigués aux prisonniers de guerre pendant la Seconde Guerre mondiale qu'elle a décidé de devenir infirmière. Elle fréquente l'école primaire St Marie et le lycée St Andrew, tous deux à Kirkcaldy, Fife. Elle est diplômée de l'Université d'Édimbourg en 1982 avec un BSc en études infirmières,. De 1982 à 1986, elle travaille comme infirmière et assistante de recherche au centre médical Queen's de Nottingham tout en étudiant pour son MPhil en chirurgie à l'Université de Nottingham,.
Rafferty étudie pour son doctorat (histoire moderne) à la Wellcome Unit for the History of Medicine de l'Université d'Oxford et est étudiante au Green College (aujourd'hui Green Templeton College). Pendant ses études, Rafferty travaille à temps partiel comme infirmière enseignante et chargée de cours à l'hôpital John Radcliffe et à l'Open University.
En 1989, elle obtient son doctorat et est largement citée comme la première infirmière à obtenir un doctorat de l'Université d'Oxford,. En 1994, elle obtient une bourse Harkness pour étudier la politique infirmière à l'Université de Pennsylvanie, où elle travaille avec Linda Aiken sur le rôle des soins infirmiers dans le programme de réforme des soins de santé de l'administration Clinton.

## Carrière
Rafferty est historienne, professionnelle de la santé et chercheuse en politique. Ses recherches sur le personnel soignant sont les premières à établir le lien entre les effectifs infirmiers et les taux de mortalité des patients au Royaume-Uni. Elle conçoit le Baromètre de la culture des soins qui est adopté par le réseau de recherche sur les résultats hospitaliers en Europe.
Rafferty travaille en clinique comme infirmière à l'infirmerie royale d'Édimbourg, au Queen's Medical Centre de Nottingham et à l'hôpital John Radcliffe d'Oxford. En 1991, elle occupe le poste de chargée de cours et de tutrice d'admission au département d'études infirmières et sages-femmes nouvellement créé à l'Université de Nottingham. Au cours de l'année universitaire 1994-1995, elle est boursière Harkness à l'Université de Pennsylvanie et occupe ensuite le poste de maître de conférences à la London School of Hygiene and Tropical Medicine, où elle crée le Centre de recherche sur les politiques en soins infirmiers. Rafferty est promue au rang de lectrice et devient cheffe de l'unité de recherche sur les services de santé à la London School of Hygiene and Tropical Medicine en 2001. Elle rejoint ensuite le King's College de Londres en 2004 pour devenir professeur de politique infirmière et doyenne de la Faculté des sciences infirmières et de sages-femmes Florence Nightingale,. Elle quitte son poste de doyenne en septembre 2011 pour devenir directrice de la diffusion académique. Rafferty est ensuite codirecteur du Wellcome Centre for Humanities and Health et est codirectrice de l'unité de recherche sur les politiques de la main-d'œuvre en matière de santé et de services sociaux au King's College de Londres.
En 2008, Rafferty est détaché auprès du ministère de la Santé comme conseillère sur la politique infirmière auprès du ministre de la Santé de l'époque, Ara Darzi et de la directrice des soins infirmiers, la professeure Christine Beasley. En 2009, elle siège à la Commission du Premier ministre sur l’avenir des soins infirmiers et des sages-femmes. Rafferty codirige la Commission étudiante sur l'avenir du NHS, qui est soutenue par le NHS England, et est membre de l'examen parlementaire des soins de santé et sociaux au Pays de Galles, qui rend son rapport en 2018. Elle est membre de l'Assemblée du NHS.
Rafferty est membre du panel des infirmières et des sages-femmes dans le cadre de l'exercice d'évaluation de la recherche du Royaume-Uni en 2008, et membre du sous-panel des professions paramédicales, des infirmières, de la dentisterie et de la pharmacie pour le Research Excellence Framework 2014  et 2021.
Rafferty est titulaire de nominations honorifiques à l'Université de Pennsylvanie et à l'Université Polytechnique de Hong Kong. Elle est professeure invitée au Centre de recherche translationnelle sur la sécurité des patients financé par le National Institute for Health and Care Research (NIHR) de l'Imperial Healthcare NHS Trust. Rafferty est titulaire de doctorats honorifiques de l'Université de Dundee et de l'Université d'East Anglia.
En 2018, elle est nommée présidente du Royal College of Nursing (RCN), poste qu'elle occupe de janvier 2019 à juillet 2021. Auparavant, elle est représentante du RCN au sein du Partenariat pour l'amélioration de la qualité de la santé et est également membre du groupe de référence d'experts en dotation en personnel sécuritaire du RCN. Elle est fondatrice et présidente de la Fondation européenne pour la recherche en soins infirmiers,.

## Honneurs et récompenses
Rafferty est nommée Commandeur de l'Ordre de l'Empire britannique (CBE) lors des honneurs du Nouvel An 2009 pour services rendus aux soins de santé et Dame Commandeur de l'Ordre de l'Empire britannique (DBE) lors des honneurs d'anniversaire 2020 pour services rendus aux soins infirmiers. Rafferty est membre du Royal College of Nursing (2002), du Queens Nursing Institute (2005) et de l'American Academy of Nursing (2011),. Elle est élue membre de l'Académie des sciences médicales en 2019, et membre de l'Academia Europaea en 2020. Elle est également fellow du King's College de Londres, où elle est professeur de politique infirmière depuis 2004.
Rafferty reçoit plusieurs prix, dont le Nursing Times Leadership Award en 2014 et le Health Services Journal Top 100 Clinical Leaders Award en 2015. Elle est intronisée au Temple de la renommée internationale Sigma Theta Tau en 2016 et en 2017, Rafferty est désignée comme l'une des 70 infirmières les plus influentes des 70 premières années du National Health Service.
Rafferty est nommée pour une pairie à vie le 20 décembre 2024 dans le cadre des pairies politiques de 2024. Elle est créée baronne Rafferty le 10 février 2025.